# Roger Wicker
Roger F. Wicker, född 5 juli 1951 i Pontotoc, Mississippi, är en amerikansk politiker (republikan). Han representerade delstaten Mississippis 1:a distrikt i USA:s representanthus 1995–2007. Han är ledamot av USA:s senat för Mississippi sedan 2007. 
Wicker studerade journalistik och statsvetenskap för sin grundexamen vid University of Mississippi. Han avlade sedan juristexamen vid samma universitet. Han tjänstgjorde som officer i USA:s flygvapen 1976–1980.
Wicker bor i Tupelo. Han representerade distriktet, dit Tupelo ingår, i delstatens senat 1987–1994. Demokraten Jamie L. Whitten hade varit ledamot av representanthuset i över 53 år när han slutligen pensionerade sig. Wicker lyckades vinna över det mandatet för republikanerna i 1994 års kongressval.
Roger och Gayle Wicker har tre barn: Margaret, Caroline och McDaniel. Wicker är baptist.

## USA:s senat
Mississippis guvernör Haley Barbour utnämnde Wicker till USA:s senat i december 2007 efter att senator Trent Lott avgick.
Den 16 april 2013, ett brev adresserat till Wicker testades positivt för giftet ricin. Brevet upptäcktes av posttjänstemän och rättsväsende och hindrades från att nå Capitol.
I 2015, Wicker var den enda amerikanska senatorn som röstade emot en lagändring som förkunnade att klimatförändringarna är verkliga. Slutomröstningen var 98 till 1, med senator Harry Reid som inte röstade.
Under 2017 var Wicker en av 22 senatorer som undertecknade ett brev till president Donald Trump som uppmanade presidenten att få USA att dra sig ur Parisavtalet.
Roger Wicker ställer upp i omval år 2018 för en andra mandatperiod som senator. Primärvalet för båda partier var den 5 juni 2018. Wicker vann lätt den republikanska nomineringen med över 80 procent av rösterna mot andra utmanare.